# Барзан
Барзан (фр. Barzan) насеље је и општина у западној Француској у региону Поату-Шарант, у департману Приморски Шарант која припада префектури Сент.
По подацима из 2011. године у општини је живело 461 становника, а густина насељености је износила 57,13 становника/km². Општина се простире на површини од 8,07 km². Налази се на средњој надморској висини од 30 метара (максималној 47 m, а минималној 0 m).

## Демографија
| 1962. | 1968. | 1975. | 1982. | 1990. | 1999. | 2011. |
| ----- | ----- | ----- | ----- | ----- | ----- | ----- |
| 325   | 378   | 344   | 371   | 410   | 428   | 461   |

График промене броја становника у току последњих година